# Christine Nagel
Christine Nagel, née le 7 octobre 1959[source insuffisante] à Genève, est un parfumeur italo-suisse, directeur de la création et du patrimoine olfactif d’Hermès Parfums depuis le 1er janvier 2016.

## Parcours
Après avoir étudié la chimie organique, elle intègre le département de recherche de la société Firmenich et apprend à analyser et synthétiser les matières premières odorantes. Elle rencontre Alberto Morillas et décide de devenir parfumeur. Créations aromatiques fait appel à elle à la fin des années 1980. Elle y dirige durant dix ans le service de chromatographie aux côtés de Michel Almairac, et conçoit ses premiers parfums.
En 1997, elle est nommée chez Quest International (en) et s’installe à Paris. Elle crée ses premiers parfums : « The one » de Dolce & Gabbana, « Eau de Cartier » , « Narciso Rodriguez for her » de Narciso Rodriguez, « Miss Dior Chérie », etc.
Elle rejoint en 2000 la maison suisse Givaudan installée à Paris. Sa notoriété lui vaut d’être récompensée par la profession qui lui décerne de nombreux prix : Fifi Awards (2005), Prix Coty (2007),, etc.
Elle quitte Givaudan en 2008 pour une petite maison, Fragrance Resources, et prend la succession de Pierre Bourdon. Naissent de nouvelles créations : « Si Lolita », « L’Eau Indigo » de Kenzo, « Miss Pucci », de nombreux parfums pour Jo Malone, etc.
En 2011, la société Mane lui propose la direction de la création et la responsabilité de l’école de parfumeurs. Elle a pour missions la direction artistique, la découverte de nouveaux talents et le développement de nouvelles molécules et ingrédients. Elle y crée « Si de Giorgio Armani ».
Elle est choisie par la maison Hermès et en est depuis mars 2014 le « créateur - parfumeur exclusif ». Depuis le 1er janvier 2016, elle est « parfumeur – directeur de création et du patrimoine olfactif » d’Hermès Parfums en continuité du précédent parfumeur maison Jean-Claude Ellena. Parmi ces dernières créations, Twilly d’Hermès a rencontré un large succès auprès du public féminin.

## Quelques créations
Créations diverses :
- Theorema de Fendi (1998)
- Lancôme 2000 et Une Rose / Mille et Une Roses  de Lancôme (1999)
- Mauboussin de Mauboussin (2000)
- Eau de Cartier de Cartier (2001)
- Narciso Rodriguez for her de Narciso Rodriguez (2003), avec Francis Kurkdjian
- Miss Dior Chérie de Christian Dior (2005)
- The One for Women de Dolce & Gabbana (2006)
- Les Élixirs charnels de Guerlain  (2008)
- John Galliano de John Galliano (2008), avec Aurélien Guichard
- Hypnose Senses de Lancôme (2009), avec Nathalie Feistauer
- Si lolita de Lolita Lempicka (2009), avec Benoist Lapouza
- Womanity Eau pour elles de Thierry Mugler (2012), avec Serge Majoulier
- Elle l’aime  de Lolita Lempicka (2013), avec Serge Majoullier
- Si de Giorgio Armani (2013)
- Une Nuit Magnétique, The Different Company (2014)

Également des créations pour Jo Malone, pour Hermès International comme la Collection Colognes avec Eau de rhubarbe écarlate pour Hermès (2016), Eau de Basilic Pourpre pour Hermès (2022) ou encore Un jardin sur la lagune pour Hermès (2019) en référence au Jardin d'Eden (Venise)

## Prix et récompenses - France
- Fifi Awards 2005 - Parfum féminin avec «Narciso Rodriguez for her»[3]
- Prix François Coty 2007 - Prix international du parfum[4]
- Fifi Awards 2012 - Prix des 20 ans du Parfum féminin avec «Narciso Rodriguez for her»[13]
- Oscars Cosmétiquesmag 2013 - Parfum masculin MDD et marques exclusives avec «Hommage à l'homme» de Lalique[14]
- Prix Marie-Claire 2015 - Prix de l'audace avec «Wood Sage & Sea Salt Cologne» de Jo Malone[15]
- Fifi Awards 2019 – Meilleure fragrance d’une nouveauté masculine avec « Eau de Citron Noir »[16]
- Fifi Awards 2018 – Prix des Professionnels – Meilleure fragrance d’une nouveau féminine  / FiFi d’Or Féminin avec Twilly d’Hermès[16]
- Fifi Awards 2020 – Prix des Professionnels - Meilleure fragrance masculine avec « Un Jardin sur la Lagune »[16]
- Oscars Cosmétiquesmag 2021 – Award du Parfumeur de l’année pour H24[17]
- Fifi Awards 2022 - Prix des Professionnels - Meilleure déclinaison féminine d’un parfum existant : Twilly Eau Ginger Eau de Parfum – Hermès[16]
- Fifi Awards 2022 - Prix des Professionnels - Meilleur lancement masculin : H24 Eau de Toilette – Hermès[16]